# Tour Phare
La tour Phare était un projet de gratte-ciel de bureaux dans le quartier d'affaires de La Défense à Puteaux, en France. La tour Phare devait mesurer 297 mètres de haut et respecter des critères de développement durable. Le projet a été annulé en 2015 au profit de deux tours plus petites, les tours Sisters.
Conçue par l'architecte américain Thom Mayne, la tour devait se distinguer par son aspect organique, tout en lignes courbes. La tour devait être l'une des plus hautes constructions d'Europe occidentale. La livraison était prévue en 2017, après un démarrage des travaux fin 2013. Le promoteur prévoyait plus d'un milliard d'euros de retombées économiques locales.

## Historique du projet
Le projet d'un immeuble susceptible de symboliser le renouveau de la Défense a été officiellement annoncé le 25 juillet 2006 par Nicolas Sarkozy et Dominique Perben dans le plan de relance de La Défense. L'Établissement public pour l'aménagement de la région de la Défense (EPAD) a lancé un concours d'architecture 2006 pour une construction censée s'achever d'ici 2013. La date limite de remise des projets a été fixée au 2 octobre 2006 pour une délibération du jury prévue les 23 et 24 novembre 2006.
Dix architectes étaient sélectionnés pour la phase finale du concours :
- Norman Foster
- Jacques Ferrier
- Massimiliano Fuksas
- Manuelle Gautrand
- Herzog & de Meuron
- Rem Koolhaas
- Thom Mayne
- Nicolas Michelin
- Jean Nouvel
- Dominique Perrault

Unibail, l'organisateur de la consultation d'architecte, a dévoilé le projet gagnant le 27 novembre 2006,.
Les constructeurs décidèrent plus tard que les antennes dites « cheveux » de la tour seraient moins hautes que prévu, réduisant ainsi la hauteur de la tour de 300 mètres à 297 mètres.
L'enquête publique s'est déroulée du 3 mai au 5 juin 2010. Le permis de construire a été accordé en août 2010,.
Le 18 septembre 2015, la Tour Phare est annulée par Unibail.

## Description
La tour devait se situer dans le quartier Défense 6 sur la place Carpeaux, à proximité immédiate du CNIT. Elle aurait dû enjamber la passerelle de liaison entre le faubourg de l'arche et la Défense et longe le boulevard circulaire.
Le projet comprenait deux corps de bâtiments :
- un bâtiment central, « la Tour »
- un bâtiment trapézoïdal, « le Trapèze ».

Le projet représentait 147 000 m2 de surface hors œuvre nette (SHON), constitué principalement de bureaux et d'un restaurant panoramique au 66e étage de la tour.
L'immeuble devait comprendre 70 étages au-dessus de la dalle, pour une hauteur de 297 mètres au-dessus de la dalle, ainsi que 6 étages en infrastructure par rapport au niveau de la dalle.

## Développement durable
La Tour Phare visait les certifications HQE, LEED et BREEAM. Les caractéristiques de la Tour Phare devaient lui permettre de devenir un bâtiment de basse consommation, situé à 50 % en dessous du seuil maximum de la réglementation.
La tour devait être couverte sur la façade sud d’une double peau, protégeant ainsi la façade exposée aux reflets du soleil pour limiter l’utilisation des climatiseurs. La façade nord elle, ne devait pas être recouverte, afin de laisser pénétrer la lumière et réduire les besoins en éclairage artificiel.
Des escaliers de convivialité étaient également prévus pour permettre de relier les étages, ainsi les utilisateurs de la tour auraient pu passer d’un étage à l’autre sans utiliser l’ascenseur. Chaque étage est indépendant énergiquement et un système de détection de la lumière naturelle devait être mis en place afin de limiter la consommation électrique,,.